# Les Devoirs du vizir
Les Devoirs du vizir est un ancien texte égyptien datant du Nouvel Empire copié par Rekhmirê dans sa sépulture (tombe TT100 dans la vallée des Nobles à Thèbes). En liaison avec L'Installation du vizir, ce texte décrit comment un vizir doit se comporter dans ses fonctions de premier magistrat, conformément à la réglementation. Il en résulte une longue énumération avec un ordre qui peut nous paraître peu logique :
« (...) On lui rapportera toutes les paroles. On lui rapportera l'état des forteresses méridionales. C'est lui qui agit contre le pillard appartenant à un nome quelconque et c'est lui qui le jugera. C'est lui qui envoie les soldats et les scribes du cadastre pour préparer le voyage du roi. (...) Les rapports écrits du nome doivent demeurer dans la salle d'audience à l'intention des affaires ayant trait à des terres cultivables. C'est lui qui aménage les limites de chaque nome, tous les champs, toutes les offrandes divines, tous les contrats. C'est lui qui établit toute sentence et prête attention aux plaintes lorsqu'un homme se querelle avec son voisin. C'est lui qui nomme tout ce qui doit être promu dans la Salle de jugement. À lui parviennent toutes les communications émanant du Palais royal. C'est lui qui écoute les ordres. (...) C'est lui qui impose tout ce qui est imposable, avec toutes les taxes qui sont dues... C'est lui qui juge toutes les causes. (...) C'est lui qui ouvre la Maison de l'or, conjointement avec le Directeur des choses scellées. C'est lui qui fait l'inventaire de tous les taureaux, dont l'inventaire doit être fait. C'est lui qui inspecte les provisions d'eau tous les dix jours, et les réserves de nourriture de même (...) On doit lui faire rapport sur le lever de Sirius et le niveau du Nil ; on doit aussi lui faire rapport sur la pluie du ciel. (...) »
— Devoirs du vizir — Extraits